# Santa Rosa, California
Santa Rosa là một thành phố quận lỵ quận Sonoma, tiểu bang California, Hoa Kỳ. Dân số theo điều tra năm 2010 là 167.815 người, diện tích là km². Santa Rosa là thành phố lớn nhất Wine Country của California và là thành phố lớn thứ năm ở vùng vịnh San Francisco, sau San Jose, San Francisco, Oakland, và Fremont và là thành phố lớn thứ 26 ở tiểu bang California.